# Hrabstwo Delta (Michigan)
Delta – hrabstwo w USA, w stanie Michigan na Półwyspie Górnym. Siedzibą hrabstwa jest Escanaba. Według spisu z 2020 roku liczba ludności spadła o 0,45% (od 2010) do 36,9 tys. mieszkańców.

## Miasta
- Escanaba
- Gladstone

## Wsie
- Garden

## Hrabstwo Delta graniczy z następującymi hrabstwami
- północ – hrabstwo Alger
- wschód – hrabstwo Schoolcraft
- południowy wschód – hrabstwo Leelanau
- południe – hrabstwo Door, w stanie Wisconsin
- zachód – hrabstwo Menominee
- północny zachód – hrabstwo Marquette

## Demografia
Według danych za lata 2014–2019 w hrabstwie 93,7% mieszkańców stanowiła ludność biała (92,9% nie licząc Latynosów),  3,5% miało rasę mieszaną, 2,0% to rdzenna ludność Ameryki, 0,4% to Azjaci i 0,3% to byli czarnoskórzy Amerykanie lub Afroamerykanie. Latynosi stanowili 1,4% ludności hrabstwa.
Do największych grup należały osoby pochodzenia francuskiego (23,6%), niemieckiego (18,7%), szwedzkiego (12,3%), irlandzkiego (9,7%), angielskiego (5,5%), polskiego (5,0%), „amerykańskiego” (3,5%) i norweskiego (3,1%).

## Religia

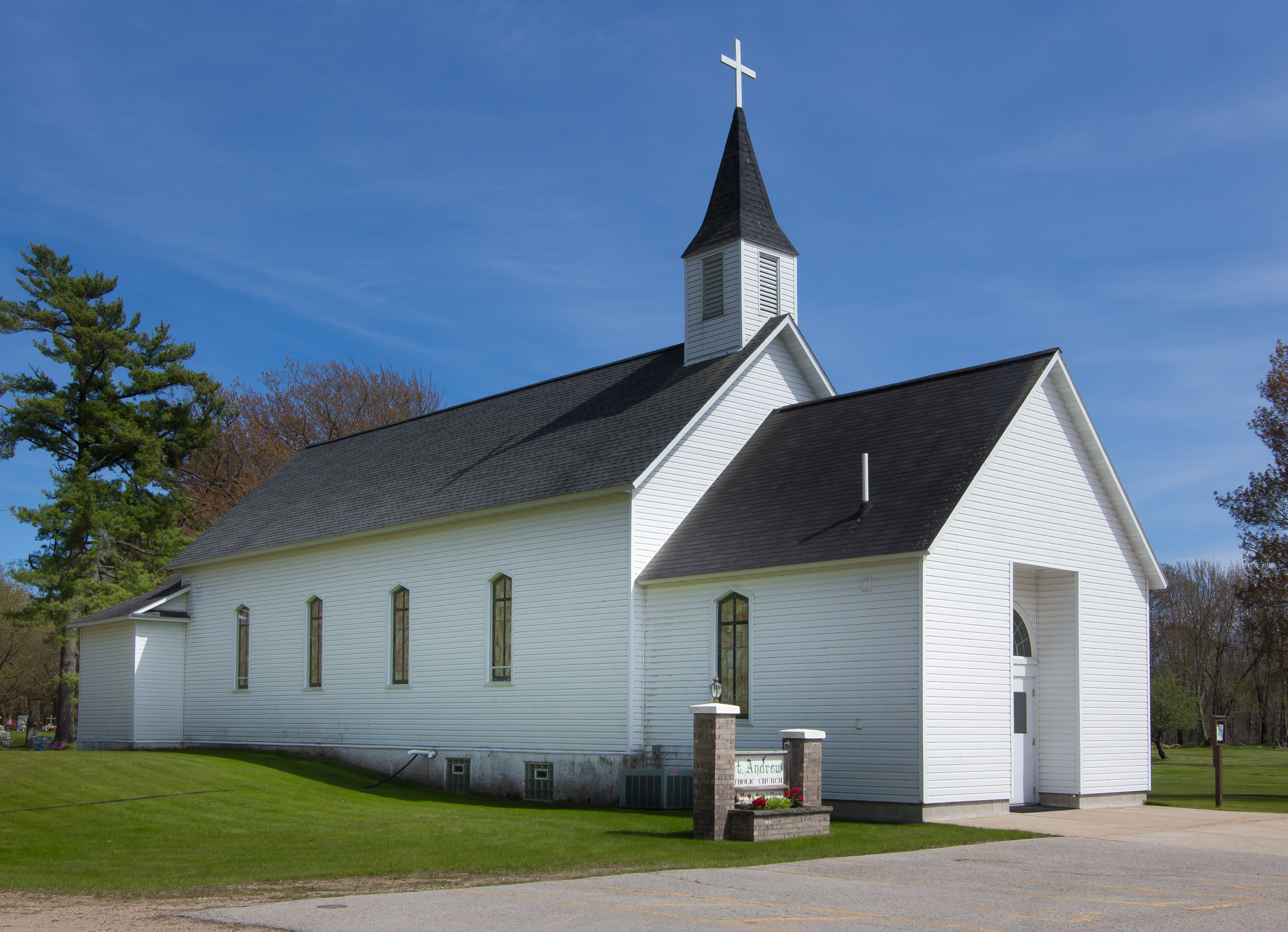
Kościół katolicki św. Andrzeja w Nahma Township.

W 2010 roku Hrabstwo Delta obok hrabstwa Mackinac, posiada drugi co do wielkości odsetek katolików w stanie Michigan. Kościół katolicki zrzesza tutaj 36% populacji w 11 kościołach.
23,5% populacji było członkami różnorodnych kościołów protestanckich i byli to głównie: luteranie (10,9%), baptyści Converge (3,1%), zjednoczeni metodyści (2,8%), anglikanie (1,4%), Armia Zbawienia (1,2%) i zielonoświątkowcy (1,2%).
Wyznawcy innych religii, to: mormoni (1,0%), świadkowie Jehowy (1 zbór), bahaiści (0,07%) i scjentyści.